# Paradisul (Dante)
Paradisul (titlu original Paradiso) este a treia parte și ultima a lucrării poetice Divina Comedie, scrisă  de Dante Alighieri între 1307 și 1321, care mai cuprinde și părțile numite Infernul (Inferno) și Purgatoriul (Purgatorio).
Este o alegorie care prezintă călătoria lui Dante prin Rai, ghidat de Beatrice Portinari, care simbolizează teologia. În aceasta lucrare, Paradisul este descris ca o serie de sfere concentrice care înconjoară Pământul: Luna, Mercur, Venus, Soarele, Marte, Jupiter, Saturn, stelele fixe, Primul mobil și, ultima, Empireul. A fost scrisă la începutul secolului al XIV-lea. Alegoric, poemul reprezintă ascensiunea sufletului la Dumnezeu.

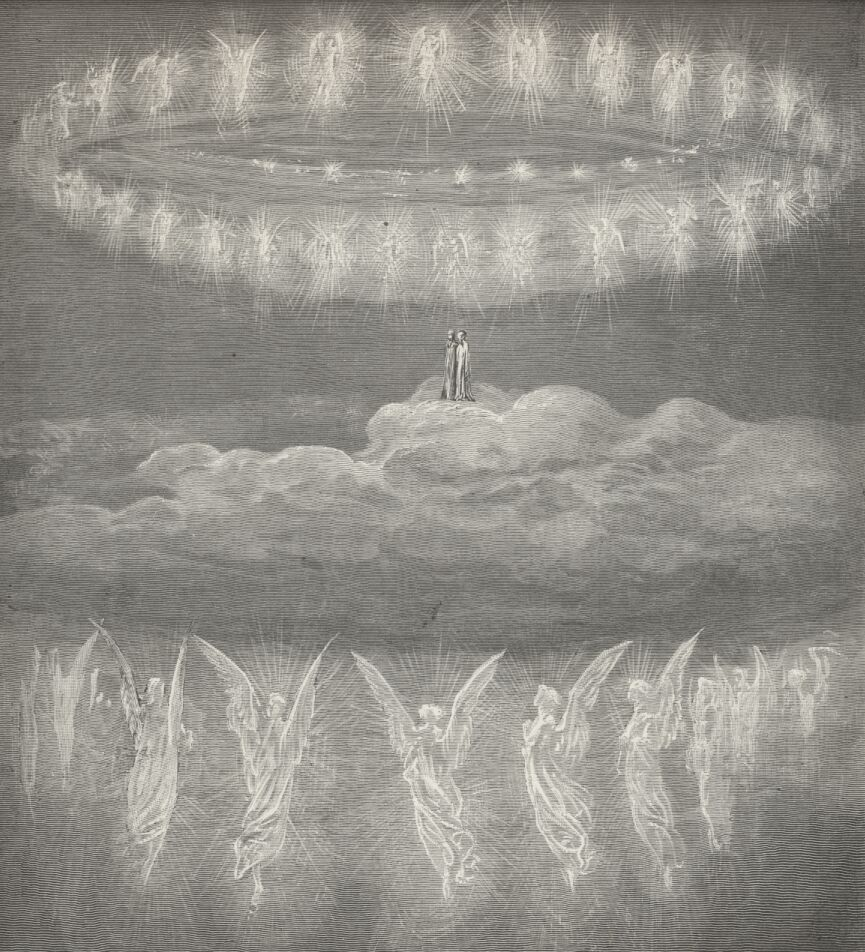
Dante și Beatrice în al patrulea cer, al Soarelui
(Ilustrație de Gustave Doré)</br>

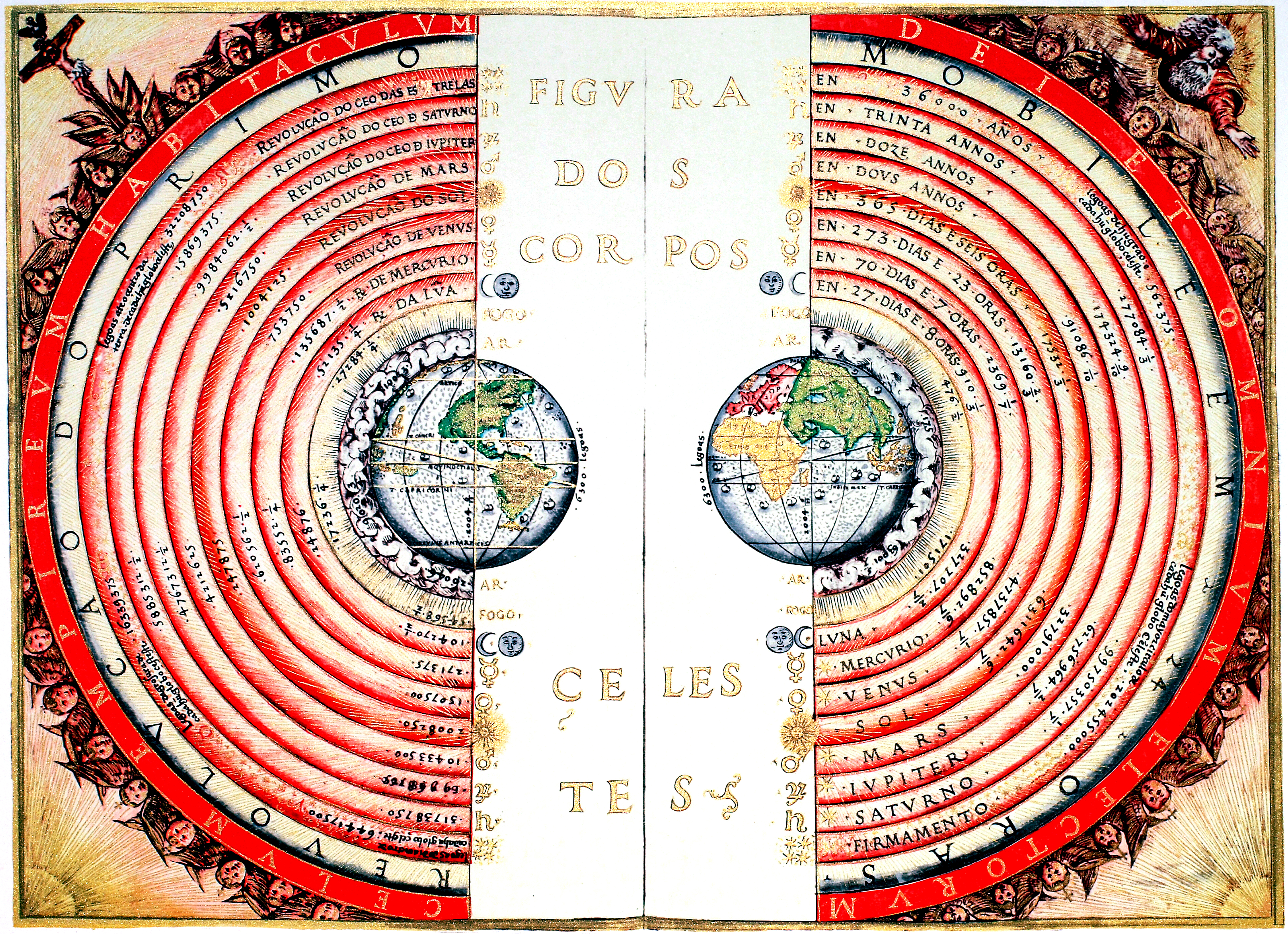
Paradisul este descris conform cu viziunea medievală a Universului, cu Pământul înconjurat de sfere concentrice care conțin planete și stele.

## Personaje
- Dante, protagonistul călătoriei prin Paradis
- Beatrice Portinari, iubita sa, rezidentă a Paradisului
- Piccarda Donati
- Constanța de Sicilia
- Iustinian I
- Petrus Lombardus
- Traian
- Toma de Aquino
- Bonaventura
- Cacciaguida, strămoșul lui Dante
- Carol Martel de Anjou
- Adam
- David
- Solomon
- Bernard de Clairvaux (călugăr)

## Conținut
Dante ajunge în Paradis unde îl invocă pe Apollo (zeul artelor, protector al poeziei și al muzici) pentru a-i da forță versurilor sale ca să surprindă frumusețea Cerului (traducere de George Coșbuc):
„
Mărirea celui care-atotpătrunde
Întregul tot, mișcându-l, dă splendoare
mai mult-aici și mai puțin-altunde.
În cerul cel mai plin de-a lui lucoare
eu fui. Văzut-am stări, ce-a le descrie
nu știu, nu pot câți au să se scoboare...
”
Ghidat de Beatrice Portinari, Dante îl întâlnește pe împăratul Iustinian I (cel Mare), care îi evocă istoria Imperiului Roman. Dante întâlnește în a treia sferă (Venus) sufletele celor care au cunoscut iubirea profundă. În a patra sferă, cerul Soarelui, îl vede pe Toma de Aquino.

## Legături externe
- Dante Dartmouth Project
- Dante's Divine Comedy
- The Comedy in English: trans. Cary (with Doré's illustrations)